# Tim Gleason

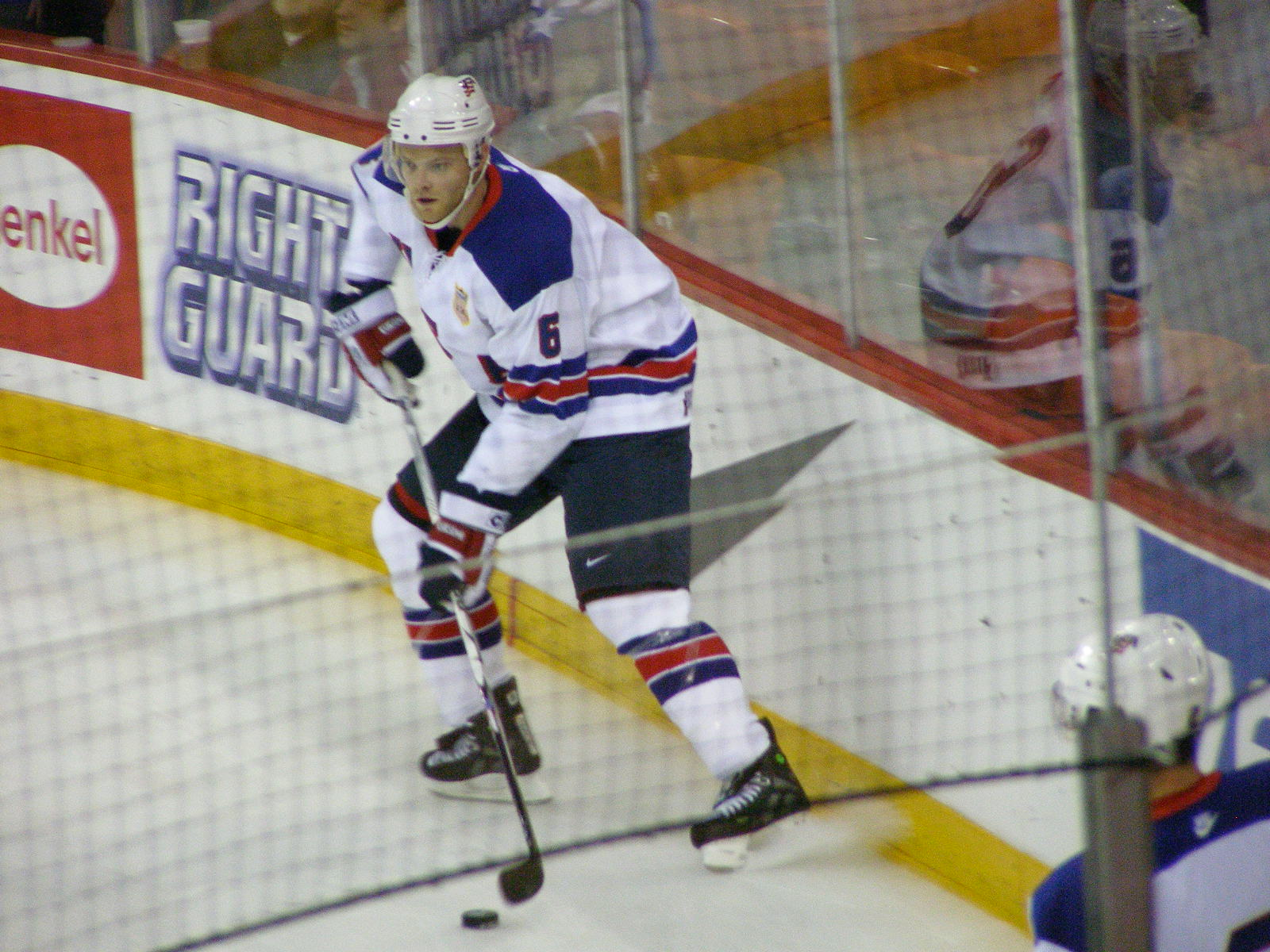
Tim Gleason i en match mellan USA och Lettland i VM 2008.

Timothy Patrick "Tim" Gleason, född 29 januari 1983 i Clawson, Michigan, är en amerikansk professionell ishockeyback som spelar för Washington Capitals i National Hockey League (NHL). Han har tidigare spelat på NHL-nivå för Los Angeles Kings, Toronto Maple Leafs och Carolina Hurricanes och på lägre nivåer för Manchester Monarchs i American Hockey League (AHL) och Windsor Spitfires i Ontario Hockey League (OHL).
Gleason valdes som 23:e spelare totalt i 2001 års NHL-draften av Ottawa Senators. Gleason hann dock inte spela för Senators i NHL innan han byttes bort till Los Angeles Kings 11 mars 2003. Han debuterade för Kings i NHL säsongen 2003–04.
29 september 2006 bytte Los Angeles Kings bort Gleason till Carolina Hurricanes.
Den 28 februari 2015 skickade Hurricanes iväg Gleason till Capitals i utbyte mot Jack Hillen och ett fjärde draftval i 2015 års draft.
Han är kusin till ishockeybacken Ben Gleason som spelar inom organisationen för Dallas Stars i NHL.

## Statistik

### Klubbkarriär
| 1998–1999  | Leamington Flyers   | WOHL       | 52  | 5  | 26  | 31  | 76  | —  | —  | —  | —  | —  |
| 1999–2000  | Windsor Spitfires   | OHL        | 55  | 5  | 13  | 18  | 101 | 12 | 2  | 4  | 6  | 14 |
| 2000–2001  | Windsor Spitfires   | OHL        | 47  | 8  | 28  | 36  | 124 | 9  | 1  | 2  | 3  | 23 |
| 2001–2002  | Windsor Spitfires   | OHL        | 67  | 17 | 42  | 59  | 109 | 16 | 7  | 13 | 20 | 40 |
| 2002–2003  | Windsor Spitfires   | OHL        | 45  | 7  | 31  | 38  | 75  | 7  | 5  | 2  | 7  | 17 |
| 2003–2004  | Los Angeles Kings   | NHL        | 47  | 0  | 7   | 7   | 21  | —  | —  | —  | —  | —  |
|            | Manchester Monarchs | AHL        | 22  | 0  | 8   | 8   | 19  | 6  | 0  | 1  | 1  | 4  |
| 2004–2005  | Manchester Monarchs | AHL        | 67  | 10 | 14  | 24  | 112 | 5  | 0  | 0  | 0  | 4  |
| 2005–2006  | Los Angeles Kings   | NHL        | 78  | 2  | 19  | 21  | 77  | —  | —  | —  | —  | —  |
| 2006–2007  | Carolina Hurricanes | NHL        | 57  | 2  | 4   | 6   | 57  | —  | —  | —  | —  | —  |
| 2007–2008  | Carolina Hurricanes | NHL        | 80  | 3  | 16  | 19  | 84  | —  | —  | —  | —  | —  |
| 2008–2009  | Carolina Hurricanes | NHL        | 70  | 0  | 12  | 12  | 68  | 18 | 1  | 4  | 5  | 32 |
| 2009–2010  | Carolina Hurricanes | NHL        | 61  | 5  | 14  | 19  | 78  | —  | —  | —  | —  | —  |
| 2010–2011  | Carolina Hurricanes | NHL        | 82  | 2  | 1   | 16  | 85  | —  | —  | —  | —  | —  |
| 2011–2012  | Carolina Hurricanes | NHL        | 82  | 1  | 17  | 18  | 71  | —  | —  | —  | —  | —  |
| 2012–2013  | Carolina Hurricanes | NHL        | 42  | 0  | 9   | 9   | 40  | —  | —  | —  | —  | —  |
| 2013–2014  | Carolina Hurricanes | NHL        | 17  | 0  | 1   | 1   | 10  | —  | —  | —  | —  | —  |
|            | Toronto Maple Leafs | NHL        | 39  | 1  | 4   | 5   | 55  | —  | —  | —  | —  | —  |
| 2014–2015  | Carolina Hurricanes | NHL        | 54  | 1  | 6   | 7   | 44  | —  | —  | —  | —  | —  |
| NHL totalt | NHL totalt          | NHL totalt | 709 | 17 | 123 | 140 | 690 | 18 | 1  | 4  | 5  | 32 |
| AHL totalt | AHL totalt          | AHL totalt | 89  | 10 | 22  | 32  | 131 | 11 | 0  | 1  | 1  | 8  |
| OHL totalt | OHL totalt          | OHL totalt | 214 | 37 | 114 | 151 | 409 | 44 | 15 | 21 | 36 | 94 |

### Internationellt
| År            | Lag           | Turnering     | Matcher | Mål | Assist | Poäng | Utv |
| ------------- | ------------- | ------------- | ------- | --- | ------ | ----- | --- |
| 2001          | USA           | JVM           | 7       | 0   | 1      | 1     | 2   |
| 2003          | USA           | JVM           | 1       | 0   | 0      | 0     | 0   |
| 2008          | USA           | VM            | 6       | 0   | 1      | 1     | 6   |
| 2010          | USA           | OS            | 6       | 0   | 0      | 0     | 0   |
| Junior totalt | Junior totalt | Junior totalt | 8       | 0   | 1      | 1     | 2   |
| Senior totalt | Senior totalt | Senior totalt | 12      | 0   | 1      | 1     | 6   |